# Sylvain Liberman
Sylvain Liberman (* 1934; † 5. August 1988) war ein französischer Physiker (Atomphysik, Laserspektroskopie).
Sylvain Liberman wurde 1971 in Orsay mit einer Dissertation über Hyperfeinstruktur und Isotopenverschiebung von Spektrallinien in verdünnten Gasen promoviert (Etudes de structures hyperfines et d'effets isotopiques dans les raies laser infrarouges de gaz rares). Er forschte seit 1971 für das CNRS in Orsay (und am LAC). 1981 bis zu seinem Tod war er Direktor des Laboratoire Aimé-Cotton (LAC) des CNRS und der Universität Paris-Saclay in Orsay.
Er entwickelte einen sehr stabilen gepulsten Einzelmoden-Laser und eine ultrasensitive Methode optische Resonanzen zu messen über die Ablenkung oder Ionisierung eines Atomstrahls. Von ihm stammen auch Beiträge zum Verständnis von Rydberg-Atomen, spontane kollektive Zerfälle (Superradianz, Subradianz) und der Hyperfeinwechselwirkung radioaktiver Atome, die er am CERN untersuchte. Er fand bei der Untersuchung von Isotopenfamilien (wie Caesium im Massenbereich 118 bis 145) erhebliche Unterschiede in den Kerneigenschaften aus dem Studium der Hyperfeinstruktur. Er konnte als Erster eine Linie des optischen Spektrums von Francium aufnehmen (CERN, 1978, {\displaystyle D_{2}}-Linie, die D-Linie steht für den 7s - 7p Übergang und spaltet durch Hyperfeinstruktur in zwei Linien auf). Davor war Franciums das einzige Element mit Ordnungszahl unter 100, für das noch kein optischer Übergang beobachtet worden war.
1985 erhielt er den Prix des trois physiciens.

## Schriften
- Herausgeber mit Roger Balian, Serge Haroche: Aux frontières de la spectroscopie laser = Frontiers in laser spectroscopy : Les Houches, session XXVII, 30 juin-26 juillet 1975, 1977